# Trochalopteron chrysopterum
Trochalopteron chrysopterum е вид птица от семейство Leiothrichidae.

## Разпространение
Видът е разпространен в Бутан, Индия, Китай и Непал.